# Freddie Mercury
Vous lisez un « bon article » labellisé en 2019.
Pour les articles homonymes, voir Mercury.
Freddie Mercury [ˈfɹɛdi ˈmɜːkjəɹi], né Farrokh Bulsara, le 5 septembre 1946 à Stone Town, dans le protectorat de Zanzibar et mort le 24 novembre 1991 à Kensington, dans le Grand Londres, en Angleterre (au Royaume-Uni), est un auteur-compositeur-interprète,  chanteur, musicien et producteur britannique. Il est l'un des cofondateurs, en 1970, du groupe de rock Queen, dans lequel il est chanteur et pianiste. C'est au sein de celui-ci qu'il établit sa réputation internationale, en compagnie du guitariste Brian May, du batteur Roger Taylor et du bassiste John Deacon, tous auteurs-compositeurs comme lui.
Doté d'une grande tessiture et d'une bonne maîtrise de quelques techniques d'opéra, il compose également la plupart des grands succès du groupe, dont Bohemian Rhapsody, Love of My Life, Somebody to Love, We Are the Champions, Don't Stop Me Now, Crazy Little Thing Called Love et Killer Queen. Ses performances scéniques avec Queen participent à sa grande popularité, et sa prestation au Live Aid le 13 juillet 1985, dans le stade de Wembley, marquera fortement les esprits. En solo, il réalise deux albums, Mr. Bad Guy en 1985 et Barcelona en 1988, qui comprennent entre autres les titres Living on My Own, I Was Born to Love You et Barcelona en duo avec Montserrat Caballé.
Freddie Mercury, qui fait son coming out bisexuel en 1976 à sa fiancée, est aujourd'hui une icône pour la communauté LGBTQIA+. Il meurt à 45 ans des suites d'une pneumonie, un jour après avoir révélé au public qu'il était porteur du VIH et atteint du sida. 
En 2018, le film évoquant son parcours au sein de Queen, Bohemian Rhapsody, remporte un important succès international et de nombreux prix — notamment pour son interprète principal Rami Malek — et devient le film biographique musical le plus rentable de l'histoire.

## Biographie

### Enfance et études (1946-1958)
Farrokh Bulsara naît dans le protectorat britannique de Zanzibar (en actuelle Tanzanie) le 5 septembre 1946. Il est le fils de Jer Bulsara (1922-2016), sa mère, et de Bomi Bulsara (1908-2003), son père, comptable pour le bureau colonial britannique. Ses parents sont membres de la communauté Parsis, de religion zoroastrienne, dont les ancêtres perses vivaient sur le territoire correspondant à l'Iran actuel et avaient fui en Inde la conquête arabo-islamique au début du Moyen Âge indien. En 1952 naît sa petite sœur Kashmira, aujourd'hui Kashmira Cooke,. La famille a pour religion le zoroastrisme. Le nom Bulsara vient de la ville de Bulsar (actuelle ville de Valsad, dans l'État indien du Gujarat), dont est originaire sa famille. Ses parents, fonctionnaires britanniques, l'envoient poursuivre ses études auprès de sa tante du côté maternel, en Inde, en 1953.

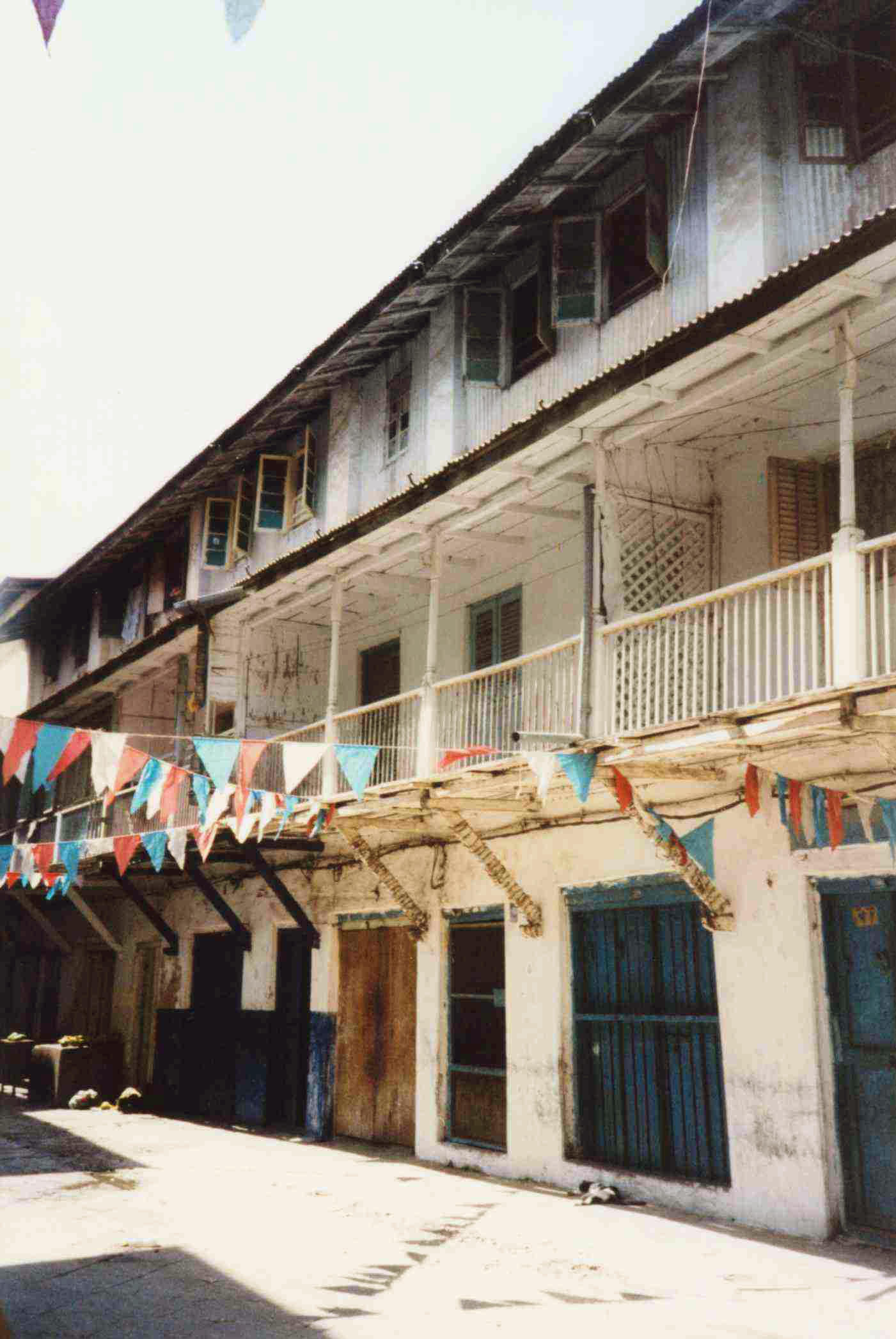
Maison natale de Farrokh Bulsara à Stone Town (Zanzibar).

Le jeune garçon reçoit son éducation dans un internat, la St. Peter's Boys School, à Panchgani, station de villégiature de montagne, à 380 km au sud-est de Bombay, réputée pour ses écoles. Ses résultats sont globalement excellents, notamment en boxe, discipline qu'il choisit pour s'endurcir dans un contexte scolaire difficile, et en tennis de table.
Une de ses influences musicales formatrices à cette époque est la chanteuse Lata Mangeshkar. Au vu de ses résultats en musique, le principal de St. Peter écrit à ses parents pour leur suggérer de payer des études de musique à leur enfant, en plus des cours traditionnels. Ils acceptent, et Farrokh prend des cours de piano. Il rejoint également la chorale de l'école et participe régulièrement aux productions théâtrales de St. Peter. En 1958, dans le cadre de son lycée, il intègre en tant que pianiste son premier groupe de musique, The Hectics, et acquiert son surnom de Frederick, puis Freddie, que les élèves de St. Peter trouvent plus facile à retenir et que même ses parents se mettent à utiliser. Le jeune garçon progresse vite au piano et atteint un haut niveau (Grade IV). Il entre en 1962 à la St. Mary's High School de Mazagon.

### Premiers groupes (1958-1970)

#### The Hectics
En 1958, alors que Farrokh est âgé de douze ans, se crée une première formation rock au sein de laquelle le jeune garçon évolue en tant que pianiste : The Hectics. Les quatre autres membres sont Derrick Branche, Bruce Murray, Farang Irani et Victory Rana,. Le quintet est composé d'élèves de l'école St. Mary's, où Freddie suit sa scolarité. Peu de témoignages subsistent à propos de cette formation. Il est néanmoins établi que le groupe n'a pas l'autorisation de se produire hors de l'école. The Hectics joue un rock'n'roll typique de l'époque, reprenant des morceaux de grands noms de ce style tels qu’Elvis Presley.
La famille Bulsara doit retourner à Zanzibar pour raisons professionnelles, mais très provisoirement, puisqu'en 1964, lorsque Freddie est alors âgé de dix-sept ans, la révolution de Zanzibar, qui chasse le sultan et aboutit à la création de la Tanzanie, les force, sa famille et lui, à partir pour le Royaume-Uni.

#### Premiers emplois et études d'art
La famille Bulsara s'installe d'abord chez des amis, à Feltham, juste à côté de l'aéroport d'Heathrow. Elle trouve ensuite une petite maison familiale sur laquelle est apposée en 2016 une plaque commémorative en mémoire du chanteur,.
Freddie se décide pour des études artistiques et s'inscrit, en préparation, à l'école polytechnique d'Isleworth. Selon le magazine Record Collector, c'est peu de temps après son arrivée en Angleterre qu'il découvre Jimi Hendrix, John Lennon et les Beatles. Au cours d'un entretien ultérieur, Mercury dit de Hendrix : « Jimi Hendrix est très important. D'une certaine façon, il résume, de par ses représentations sur scène, tous les aspects du travail d'une rock star. On ne peut le comparer à personne. Soit on a la magie, soit on ne l'a pas. Personne ne peut l'égaler. Personne ne peut prendre sa place ». Il découvre aussi les performances scéniques de Liza Minnelli, qui l'impressionne par l'énergie qu'elle dégage et par sa façon de, selon ses mots, « se donner au public ». Enfin, il aime beaucoup Elvis Presley, auquel il rend hommage à travers une chanson écrite dans un style rockabilly, Crazy Little Thing Called Love. Queen joue, à quelques occasions, des reprises de Presley, au nombre desquelles Jailhouse Rock et (You're So Square) Baby I Don't Care,. En marge de ses études d'art, il occupe de petits emplois pour gagner un peu d'argent.
Au printemps 1966, il quitte Isleworth, ayant obtenu la note nécessaire à son admission au Ealing Art College de Londres, dont il ressort avant d'avoir passé son diplôme de fin d'études. À la rentrée scolaire, il commence des études d'illustration graphique et s'installe dans le quartier de Kensington, dans un appartement loué par un ami. Le quartier est alors une ruche culturelle dans laquelle se retrouvent de nombreux artistes très créatifs. À quelques pas de chez lui, s'étend Kensington Market, quartier fréquenté par l'élite intellectuelle et artistique de Londres.

#### Ibex

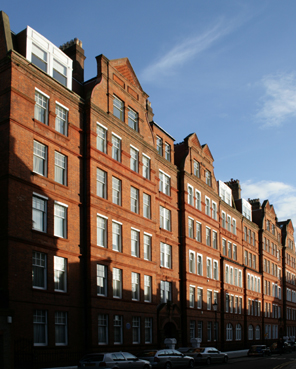
Une rue de Kensington, quartier d'élection de Farrokh Bulsara et ses amis.

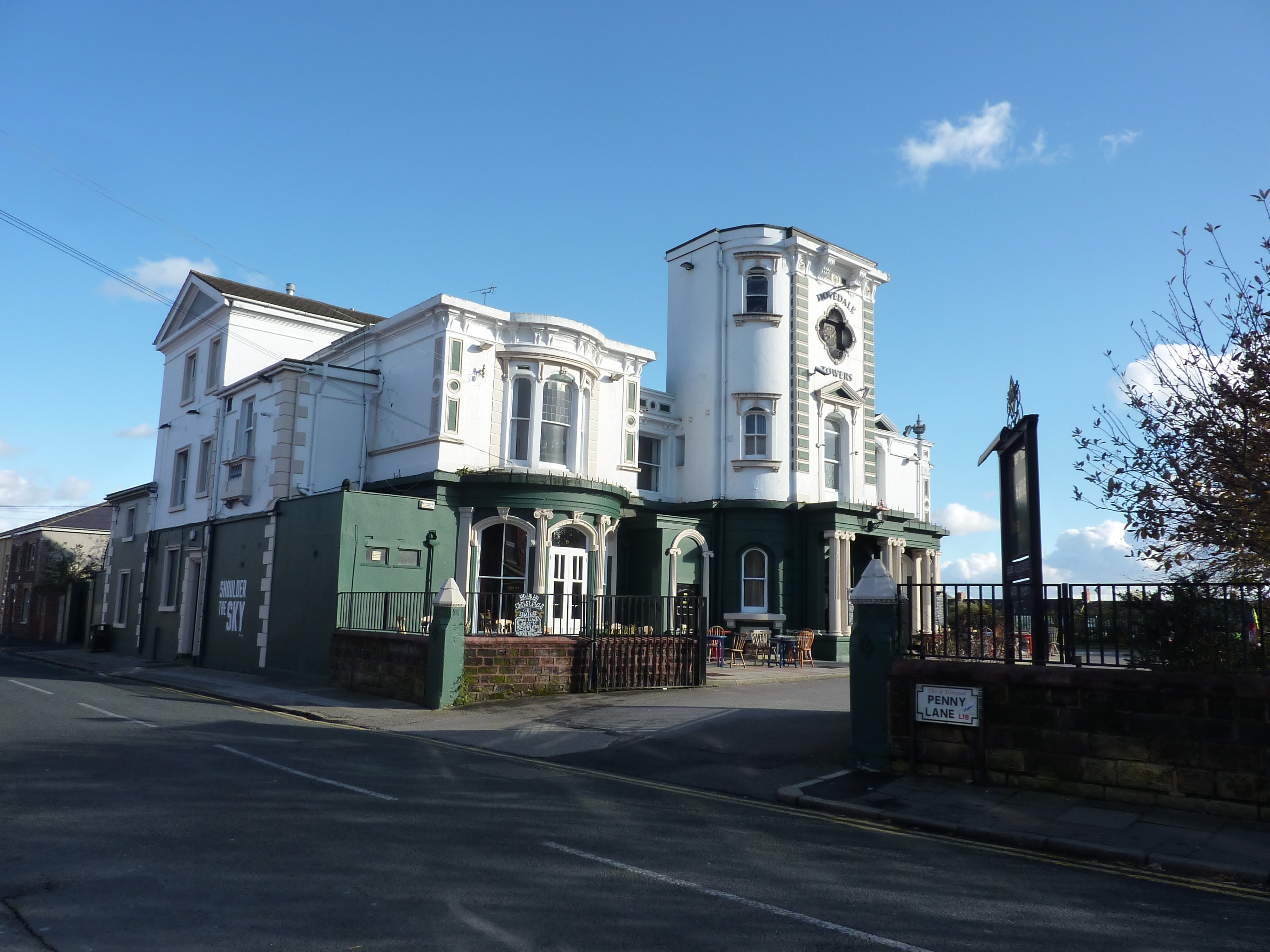
Le Dovedale Towers, pub de Liverpool au-dessus duquel Freddie Mercury a vécu courant 1969.

À cette époque, Freddie Bulsara entreprend de créer, en parallèle à ses études, une ligne de vêtements et de courtes bandes dessinées pour de petits journaux londoniens. À Ealing, il tente notamment, sans succès dans un premier temps, d'intégrer le groupe Smile,. Il fait sa connaissance par le biais de son camarade d'école Tim Staffell, chanteur et bassiste du groupe, aux côtés du guitariste Brian May et du batteur Roger Taylor. Il suit ainsi la carrière de Smile de très près et saisit plus tard l'occasion de remplacer Staffell.
Tout d'abord, en août 1969, il croise la route d'un petit groupe originaire de Liverpool. Mercury s'installe alors brièvement dans cette ville, au-dessus d'un pub qui programme des concerts, le Dovedale Towers (il se trouve que ce pub est situé sur Penny Lane). Le groupe dénommé Ibex, influencé par Cream, vient d'arriver à Londres pour essayer de percer dans le métier. Ibex existait à l'origine sous la forme d'un trio comprenant Mike Bersin à la guitare et au chant, John « Tupp » Taylor à la basse et Mick « Miffer » Smith à la batterie. Les deux premiers s'étaient rencontrés en 1966 dans un groupe nommé Colour. Quelques jours après la première rencontre avec le groupe, Freddie Bulsara connaît déjà par cœur tous les morceaux de la liste jouée par la formation et part la rejoindre sur scène dans la ville de Bolton, dans la région de Manchester. Il y fait sa toute première apparition en public en tant que chanteur, le 23 août 1969. Deux jours plus tard, Ibex joue en plein air dans le Queen's Park de Bolton.
Ibex rentre ensuite à Londres et se met à travailler, avec son nouveau chanteur, à de nouvelles reprises et compositions. Le groupe anime, quelques semaines plus tard, la soirée de début d'année universitaire de l'école dans laquelle Bersin vient d'être accepté, à Liverpool. Pour les membres d'Ibex et de Smile, qui cohabitent et ne se quittent que rarement, démarre une nouvelle période : afin de subvenir à leurs besoins, Freddie Bulsara et Roger Taylor optent pour le petit commerce et achètent des vêtements d'occasion pour les revendre sur le marché,.
Une apparition d'Ibex a lieu le 9 septembre 1969 au Sink, un petit club de Liverpool. Un enregistrement de trente-cinq minutes sur bande magnétique est réalisé dont la quasi-totalité a été perdue. Selon les témoins, le chanteur se tient au pied de la scène, au niveau du public. Ce soir-là, les membres de Smile jouent dans un club de la même ville. La légende, propagée par de nombreux biographes mais jamais confirmée, veut que Roger Taylor et Brian May aient rejoint Freddie Bulsara sur scène pour jouer quelques-uns de leurs propres morceaux. L'enregistrement sonore, de durée trop limitée, ne garde aucune trace de cette possible rencontre musicale. De son propre chef, vers la fin de l'année 1969, Bulsara choisit de rebaptiser Ibex ; le groupe devient Wreckage (« Naufrage »).

#### Wreckage
C'est le moment que choisit Smith, le batteur, pour quitter la formation. Selon Mercury — qui en parle des années plus tard dans une lettre à son amie Celine Daley —, il est possible que des penchants homophobes l'aient poussé à s'éloigner du groupe. Freddie Bulsara écrit alors la majorité des morceaux.
Le groupe tourne peu et de façon erratique, avec une première partie pour Iron Butterfly début novembre 1969 et un concert final peu après Noël de la même année, à l'école de jeunes filles Wade Dean Grammar School for Girls où la sœur de Tupp Taylor est scolarisée. Une des anecdotes les plus souvent rapportées à propos de Freddie Bulsara daterait de ce dernier soir. Son pied de microphone ayant cassé ou encore refusé de tenir à la bonne hauteur, il l'aurait dévissé complètement pour n'en conserver que la partie supérieure et l'inclure à son jeu de scène, accessoire devenu ensuite un incontournable des apparitions sur scène de Freddie Mercury et indissociable de son image médiatique en tant que chanteur de Queen.
Après la séparation du groupe, Freddie Bulsara souhaite passer à autre chose et répond à une annonce du célèbre Melody Maker : « le groupe Sour Milk Sea recherche un chanteur ». L'audition a lieu le 6 février 1970.

#### Sour Milk Sea
Le groupe Sour Milk Sea est un quatuor professionnel composé de Chris Dummett au chant (Chris Chesney de son vrai nom), Jeremy Gallop à la guitare, Paul Milne à la basse et Robert Tyrell à la batterie. Cherchant à diversifier leur style, ils passent leur annonce et font auditionner Freddie Bulsara. Le rythme des concerts est bien supérieur à ce que ce dernier a connu jusqu'alors, puisque Sour Milk Sea tourne environ trois fois par semaine.
Le seul concert notable du groupe a lieu à Oxford en mars 1970. Selon un entretien paru le lendemain dans la presse locale, Chris Chesney et Freddie Bulsara ont écrit ensemble, peu de temps auparavant, en reprenant certains éléments de compositions préparées pour Ibex ; Mercury, qui s'impose sur scène, vole aussi la vedette sur la photo de presse réalisée à cette occasion,.
L'arrivée du nouveau chanteur, créatif mais dominateur, détériore les relations entre les membres du groupe. Chesney évoque un « manque de cohésion » dû aux origines et influences de Bulsara, très différentes des leurs. C'est la fin de Sour Milk Sea, mais c'est toujours sur la même formation que Freddie Bulsara garde un œil : Smile.

### Queen (1970-1991)

#### Fin de Smile et débuts de Queen
En 1970, Smile signe avec le label américain Mercury Records, qui offre au groupe d'enregistrer trois morceaux, puis trois autres. Les bandes ne sont pas exploitées commercialement et Tim Staffell se lasse. Ne voyant plus aucun avenir à Smile, il quitte le groupe et propose à Farrokh Bulsara de le remplacer au chant. Ce dernier accepte et, sans laisser grand choix aux autres membres, change le nom de la formation, en novembre 1970. Il choisit Queen, qui devient, durant la vingtaine d'années suivantes, un des groupes de rock les plus célèbres au monde.

#### Première décennie de succès

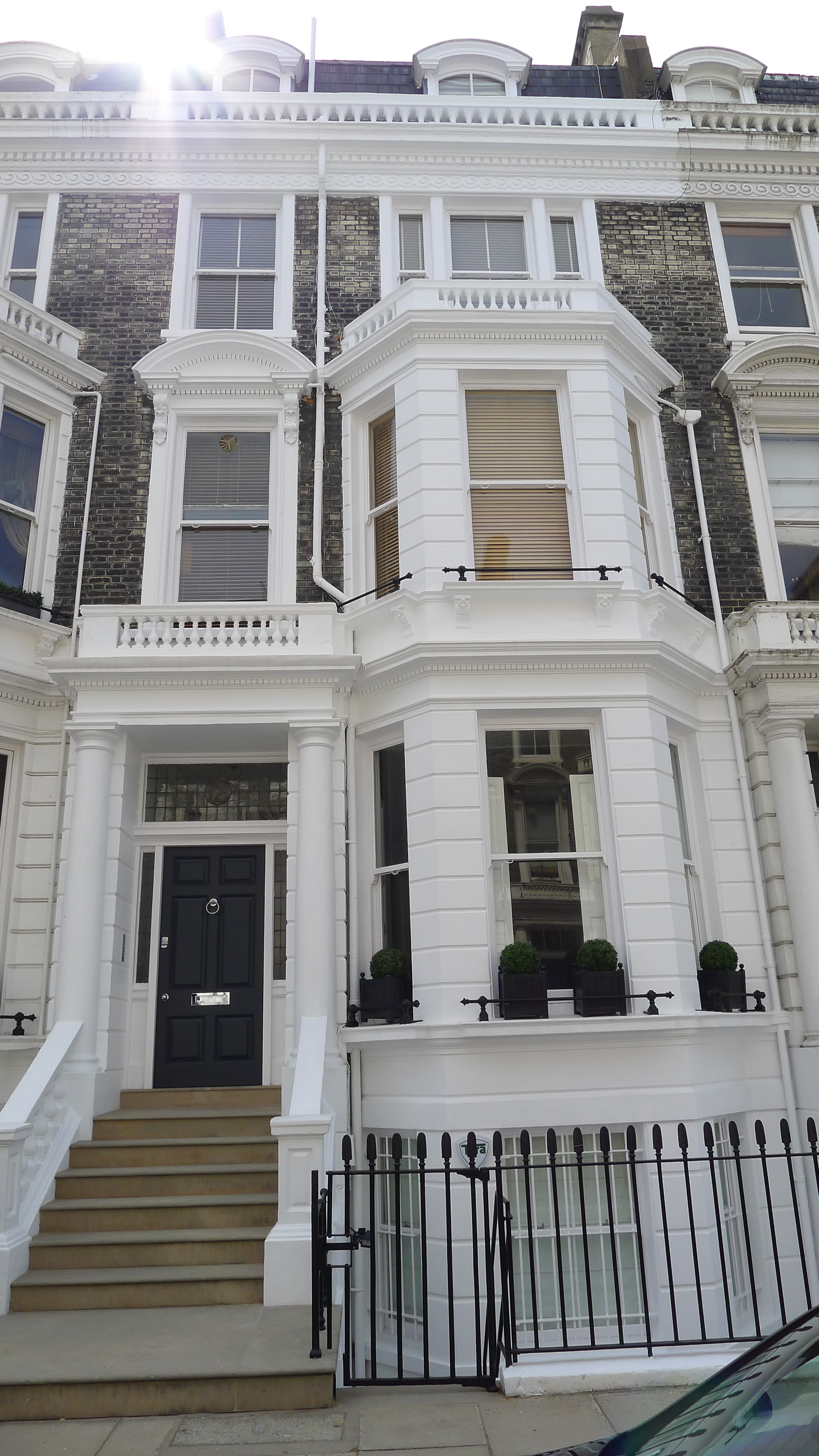
En 1976, Freddie Mercury s'installe au 12, Stafford Terrace, à Kensington, et achète à Mary Austin un appartement à proximité.

En 1969, Freddie Mercury entame une relation amoureuse avec une jeune femme, Mary Austin, qu'il rencontre à Londres dans une boutique de vêtements. Si cette relation prendra fin au milieu des années 1970 à cause de l'attirance de Mercury envers les partenaires masculins, Austin restera une amie très proche durant tout le reste de la vie du chanteur,. Au cours de cette période, Mercury réside à Stafford Terrace à Kensington, non loin de son amie.  
En 1971, après plusieurs essais décevants avec d'autres bassistes, c'est John Deacon qui est choisi pour compléter le quatuor. Queen est au complet, sous sa forme définitive, et peut se lancer dans un travail de composition collective qui durera vingt ans.
Le succès de Queen passe par des étapes et évolutions techniques importantes. En 1972, Freddie Mercury tire parti de sa formation de graphiste pour dessiner le logo du groupe, connu sous le nom de Queen Crest ; au milieu se trouve un Q majuscule, encadré de symboles rappelant les signes zodiacaux des quatre membres du groupe. La même année, alors que Queen répète aux studios Trident pour l'enregistrement de son premier album, le producteur des Beach Boys, Robin Cable, entend le chanteur depuis un couloir et lui propose d'enregistrer un morceau de sa composition, I Can Hear Music,,. Le disque ne sort qu'en juin 1973, un mois avant le premier album de Queen. Afin de ne pas risquer de porter préjudice à la notoriété de sa formation, Freddie Mercury sort son tout premier travail « solo », auquel il convie les autres membres de Queen à apporter leur contribution, sous le nom de Larry Lurex,.
En 1973 toujours, Mercury demande Mary Austin en mariage, à la grande surprise de l'intéressée qui accepte néanmoins. Le couple vit un temps sous le même toit mais après six ans de relation, la demande en mariage n'a toujours pas été suivie d'effet,.
Les premiers albums du groupe sont bien accueillis par la critique et le succès commercial vient assez rapidement. Cependant, Freddie Mercury ambitionne de créer dans des styles réellement novateurs. En 1975, il y réussit avec l'album A Night at the Opera qui offre à Queen une réelle notoriété internationale. Le morceau Bohemian Rhapsody devient, au fil des ans, emblématique de la créativité du groupe et surtout de son chanteur, qui le compose presque intégralement en y mettant des moyens inédits à l'époque. Dès les premières années, le groupe s'impose comme avant-gardiste du clip, dont il fait un réel moyen d'expression artistique plutôt qu'un simple support de promotion commerciale.
En 1976, alors que leur couple connaît des difficultés depuis plusieurs années, Freddie Mercury choisit de révéler sa bisexualité à sa compagne Mary Austin. Cette dernière rétorque à Mercury qu'il est gay et non bisexuel : cette discussion met officiellement fin à leur relation intime. Le parfum de scandale dû à l'orientation sexuelle de Mercury devient, avec la provocation et l'iconoclastie, partie intégrante de son image au fil des années suivantes. À cette époque, Freddie Mercury arbore un style commun à de nombreux artistes de la scène glam rock de l'époque : cheveux et ongles longs recouverts de vernis noir. Sur scène, ses tenues constituées de justaucorps, capes et autres accessoires renforcent le côté théâtral de sa gestuelle.
Vers la fin des années 1970, et ce bien que le succès commercial soit toujours au rendez-vous, Queen reçoit de dures critiques de la part de magazines musicaux influents, tels que le New Musical Express et Rolling Stone. La plupart des critiques rock qui s'expriment sont séduits par le mouvement punk et reprochent aux morceaux de Queen d'être surproduits. Un des critiques de Rolling Stone dit en 1974 que l'album Queen II, dont Freddie Mercury est le principal auteur, était déjà « [d'une] complexité de composition abrupte et dénuée de sens ».

#### Parcours avec et sans Queen
Freddie Mercury se coupe les cheveux et se laisse pousser la moustache au début des années 1980, suivant la mode « Castro clone » lancée par certains homosexuels à cette époque. Il évoque toujours rarement sa vie sentimentale en public. À la fin de 1982, Queen annonce que la prochaine tournée n'aura lieu que l'année suivante. Mercury est animé du désir de composer un album personnel depuis plusieurs années et s'envole pour Munich afin de rentrer en studio, début 1983. Il rencontre Giorgio Moroder, compositeur et arrangeur, qui travaille depuis trois ans sur une version modernisée du film de Fritz Lang, Metropolis, en colorisant les images et en ajoutant une musique contemporaine. Il invite Mercury et d'autres artistes à participer au projet. Le résultat constitue le premier single de Mercury, Love Kills, en 1984.
En mai 1983, il assiste à une représentation d'opéra dont la soprano se trouve être Montserrat Caballé. Profondément impressionné par la prestation de la cantatrice, il fait sa connaissance quatre ans plus tard : l'idée de faire un album en duo germe alors.

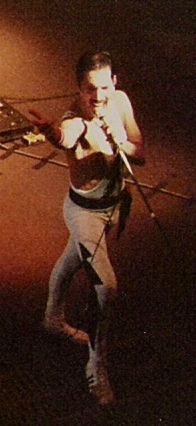
Freddie Mercury en concert à Francfort en 1984.

Après ces expérimentations isolées, Queen se lance dans des tournées mondiales de grande envergure (The Works Tour, The Magic Tour, etc.). Sa prestation au Live Aid de 1985, en direct du stade de Wembley, près de Londres, est saluée par la critique comme la « plus grande performance live de tous les temps ». « Le reste du groupe a bien joué, mais sur cette scène, Freddie a emmené le tout à un autre niveau » a dit Brian May. En effet, il fait taper dans les mains les 80 000 spectateurs sur Radio Ga Ga, puis les fait répéter ses vocalises, jusqu'à une note d'une longueur inattendue qui reste connue comme « la note qui a parcouru le monde ». Toute la foule reprend également en chœur We Are the Champions. Les participants et les observateurs de ce concert exceptionnel donné devant une audience estimée de 2 milliards de téléspectateurs s'accordent ensuite à dire que Mercury et Queen ont « volé la vedette » à tous les musiciens qui se sont produits sur deux scènes, à Londres et à Philadelphie ce 13 juillet 1985.
En 1985, Mercury collabore à l'écriture de la comédie musicale Time, avec Dave Clark. La même année sort son premier album solo, Mr. Bad Guy. Il s'installe également avec celui qui reste son dernier compagnon, Jim Hutton. Le couple vit entre Londres et Montreux, en Suisse, où Mercury possède une maison et un studio d'enregistrement personnel.
1986 est une année-clé pour le groupe, qui collectionne plusieurs succès dans des domaines divers. Le groupe enregistre et sort l'album A Kind of Magic, composé pour illustrer le film Highlander,. Six des neuf morceaux de l'album figurent effectivement sur la bande originale du film, et l'album est un succès commercial. Le groupe se lance dans une tournée européenne qui est la dernière, puisque la maladie de Mercury va, peu après, lui interdire de renouveler ce genre d'expériences, trop fatigantes. Les membres du groupe souhaitent en outre tenter de donner, près de chez eux, un concert aux dimensions inédites pour un groupe seul. C'est le « célèbre » Live at Wembley. Alors que le stade de Wembley de l'époque compte 70 000 places, les billets pour les deux soirs de concert se vendent en moins de deux jours. Les enregistrements vidéo fixent le style et l'exubérance de Mercury, qui finit ses deux apparitions drapé dans un manteau écarlate bordé d'hermine avec sur la tête une réplique parfaite de la couronne royale britannique, le tout au son de l'hymne national officiel du Royaume-Uni, God Save the Queen. Après ces deux concerts, qui marquent définitivement les fans,,, les membres du groupe souhaitent en organiser un supplémentaire pour satisfaire ces derniers : il a lieu à Knebworth le 9 août 1986. Les images de l'arrivée du groupe survolant la foule (plus de 125 000 personnes) en hélicoptère sont restées célèbres. Il s'agit également du tout dernier concert de Freddie Mercury avec Queen. Le Magic Tour est un succès et un album, Live Magic, en est tiré peu de temps après.
En 1987 sort The Great Pretender, une reprise de la chanson de The Platters, réarrangée par Freddie Mercury. Dans la vidéo qui accompagne la chanson, Freddie Mercury recrée ses prestations des vidéos de chansons de Queen et de ses vidéos en solo. Lors du tournage de cette vidéo, il coupe sa moustache, qui était sa « marque de fabrique » depuis 1980. Cette année-là, le médecin de Freddie Mercury lui annonce qu'il est atteint du sida,.
En 1988 sort le second et dernier album estampillé Freddie Mercury et constitué de matériel original, Barcelona. Cet album est la concrétisation du rêve avoué du chanteur de se rapprocher du monde de l'opéra, désir déjà largement réalisé par le biais de certaines compositions, dont Bohemian Rhapsody, mais surtout de son désir de travailler avec la soprano catalane Montserrat Caballé. L'album est largement acclamé par la critique, et la chanson-titre du disque devient l'hymne de la ville natale de Montserrat Caballé (Barcelone) ainsi que le thème des Jeux olympiques qui s'y déroulent en 1992 : « L'un des moments musicaux les plus imprégnés de magie des 122 ans d'histoire des Jeux olympiques modernes » selon le CIO. Enfin, The Freddie Mercury Album (appelé The Great Pretender en Amérique du Nord), qui sort en 1992, est une compilation posthume.
Sa reprise de la chanson The Great Pretender et sa composition Living on My Own furent deux grands succès solo. Cependant, ce dernier titre ne parvient en première position des ventes au Royaume-Uni qu'à titre posthume grâce au groupe No More Brothers qui le remixe. Cette version fut également numéro un des ventes de singles en France durant quinze semaines.

### Maladie et fin de vie (1990-1991)
Si le Sun, célèbre tabloïd britannique, lui attribue les symptômes du sida dès l'automne 1986, Freddie Mercury se sait malade vers 1987,. Cette même année, il organise une fête d'anniversaire somptueuse au Pikes Hotel : celle-ci restera comme l’une des fêtes mémorables d'Ibiza, s’étalant sur trois jours et voyant 500 invités.
En 1990-1991, il enregistre ses dernières prises avec Queen, dont son ultime composition, A Winter's Tale, qui évoque la région de Montreux, en Suisse, où il passe alors beaucoup de son temps. Si les traces physiques de la maladie ne sont pas immédiatement décelables, les toutes dernières apparitions du chanteur sont sans équivoque. Les clips réalisés pour l'album Innuendo, en particulier I'm Going Slightly Mad, le montrent très amaigri et fatigué. Il cache alors son visage sous une épaisse couche de maquillage blanc et noir.

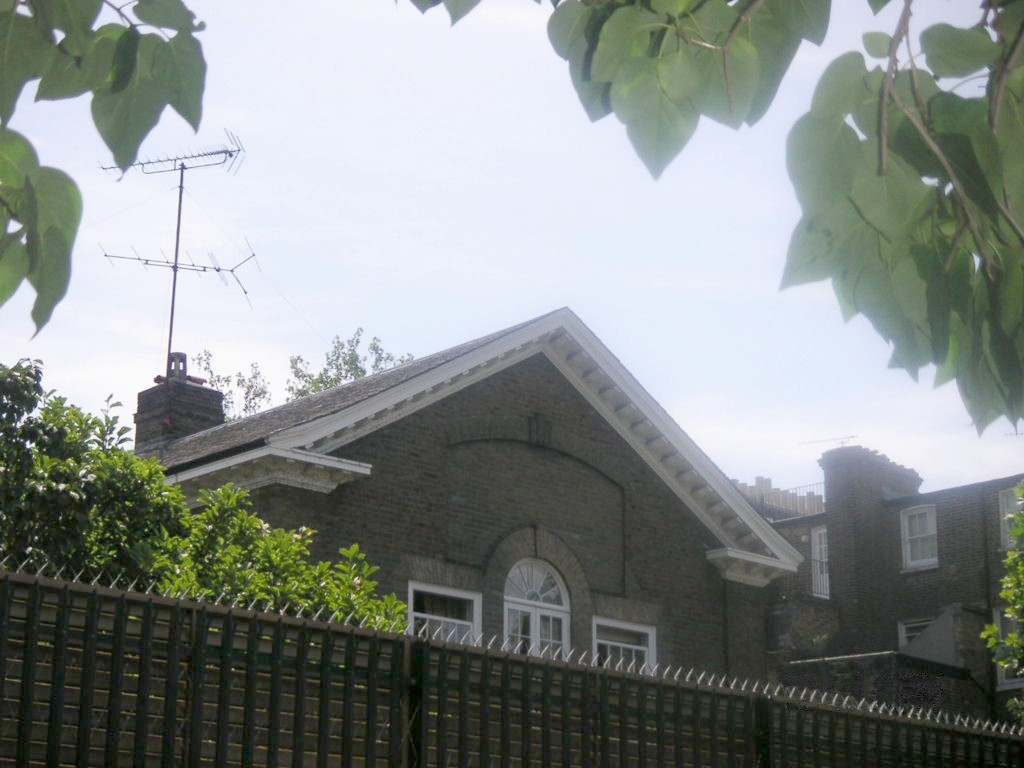
Maison de Freddie Mercury à Kensington où vit toujours son ancienne compagne, Mary Austin.

Alors qu'il est malade, il insiste pour enregistrer des chansons (Mother Love est la dernière sur laquelle il chante, mais il ne peut la terminer, Brian May chantant le dernier couplet) et des clips (Headlong, I'm Going Slightly Mad et These are the Days of Our Lives, sa dernière vidéo enregistrée). Il enregistre également The Show Must Go On, sorte de testament destiné à son public. Lors de cet enregistrement, le voyant déjà très faible, Brian May lui demande s'il lui sera seulement possible d'assurer ses vocaux. Mercury lui répond « I'll fucking do it, Darling » (« Putain que je vais le faire, chéri »), et selon May « il a bu un verre de vodka et a tout déchiré, il a complètement explosé cette prise vocale ». Mercury fait autant de prises de voix qu'il le peut, jusqu'à ce qu'une pneumonie ne l'en empêche, un mois avant sa mort. S'il suit d'abord un traitement contre les symptômes de la maladie, traitement qui lui est livré depuis les États-Unis, il y met fin afin de ne pas souffrir des effets secondaires indésirables, se contentant d'antalgiques.
Le 20 février 1990, Freddie Mercury fait une dernière apparition publique à l'occasion des Brit Awards, au cours desquels Queen se voit récompensé en étant désigné meilleur groupe anglais de la décennie 1980. Il ne dit que quelques mots, laissant le discours à Brian May : la rumeur de maladie se répand et les médias évoquent à nouveau la possibilité que Freddie Mercury souffre du sida. Le groupe dément au moyen d'un communiqué de presse officiel. Paul Prenter, un de ses anciens assistants qui a déjà vendu à la presse beaucoup des secrets de la vie privée de Mercury, remet en cause ce démenti,. Le 16 novembre 1991, un nouveau communiqué du groupe indique que Freddie Mercury ne souffre pas du sida. Mais une semaine plus tard, le 23 novembre 1991, à la veille de sa mort, son médecin personnel, Gordon Atkinson, va à la rencontre des journalistes massés devant la maison de Kensington et lit un texte dicté de Freddie Mercury dans lequel il annonce être positif au VIH et atteint du sida.
Il meurt des suites de la pneumonie dont il souffre depuis plusieurs semaines, à l'âge de 45 ans, le 24 novembre 1991 — sa disparition éclipse celle d'Eric Carr, batteur du groupe Kiss, qui meurt d'un cancer le même jour. En vertu de la tradition zoroastrienne, il demande que ses obsèques respectent le rite moderne de cette religion et à être incinéré. Freddie Mercury lègue 500 000 £ à Jim Hutton, son compagnon (mort le 1er janvier 2010). Mary Austin, le « grand amour de sa vie »,, se voit léguer la moitié de la fortune de Freddie Mercury et sa demeure géorgienne du quartier de Kensington (au 1 Logan Place) dans laquelle elle s'installe avec sa famille, ainsi qu'un pourcentage sur les futures ventes de disques de l'artiste, et des quatre derniers albums de Queen.
Dans un entretien qu'elle accorde en 2013 au Daily Telegraph, Mary Austin met fin aux spéculations quant au devenir des cendres de Mercury, expliquant les avoir conservées deux ans avant de respecter le choix du chanteur de les disperser dans un endroit tenu absolument secret et connu d'elle seule. Toutefois, une plaque à son nom est provisoirement apposée par un anonyme au Cimetière de Kensal Green, indiquant que ses cendres y auraient été dispersées. D'autre part, Mary Austin raconte comment avoir hérité de la fortune de Mercury a constitué une difficulté majeure au fil des années, allant jusqu'à causer une brouille avec les anciens membres de Queen, avec lesquels elle déclare avoir perdu tout contact après les obsèques du chanteur. Après sa séparation d'avec Freddie Mercury, Austin a deux fils avec le peintre Piers Cameron. Mercury est le parrain de l'aîné, Richard, seul des deux enfants de Mary Austin à être né de son vivant.

## Capacités musicales
Outre ses qualités de chanteur reconnues, les talents de compositeur de Freddie Mercury se révèlent dans nombre de morceaux de Queen, notamment à travers des œuvres majeures telles que Bohemian Rhapsody ou Somebody to Love. Il est également un pianiste confirmé, composant ses chansons sur cet instrument et s'accompagnant en concert sur plusieurs titres.
La voix parlée de Mercury s'étendait naturellement dans une tessiture de baryton ; cependant, il interprétait la plupart de ses chansons dans des tessitures de ténor. Le biographe David Bret décrit sa voix comme « escaladant quelques gammes allant du profond, guttural grognement rock, au ténor tendre et vibrant, puis à la colorature haut perchée, parfaite, pure et cristalline dans les hauts sommets ». Montserrat Caballé déclare : « sa technique était impressionnante. Pas de problème de tempo, il chantait avec un sens du rythme incisif et glissait d'un registre à un autre sans effort. Il avait une grande musicalité. Son phrasé pouvait être subtil, délicat et doux ou bien énergique et claquant. Il était capable de trouver la bonne coloration, la bonne nuance expressive pour chaque mot ».

Montserrat Caballé a affirmé que la voix de Mercury s'étendait du fa1 au fa5.

Les avis divergent quant à la réelle étendue de ses capacités. Si certaines sources enthousiastes lui octroient une tessiture hors du commun, d'autres sont plus circonspectes, se basant sur des problèmes de santé avoués, en l'occurrence des nodules aux cordes vocales qu'il refuse de se faire opérer et qui le forcent, tout au moins sur scène, à chanter plus bas au fil des années. Il est également probable que les longues et éprouvantes tournées avec Queen lui ont causé des difficultés. Ses qualités vocales ont poussé une équipe de chercheurs à analyser des enregistrements de Mercury et ils en ont déduit que, si la voix du chanteur est « ni plus ni moins que normale pour un adulte en bonne santé », son caractère exceptionnel est dû à la faculté d'« adaptation de son larynx aux besoins de [sa] musique, déployant ainsi une grande variété de timbres sonores pour une expression musicale accrue ». Montserrat Caballé affirme que sa voix s'étendait du fa1 au fa5. Elle ajoute qu'il pouvait atteindre le fa4 en voix de poitrine.

## Critiques et controverses

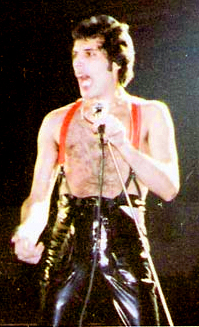
Freddie Mercury en concert avec Queen à Hanovre, en 1979.

Freddie Mercury a plusieurs fois été l'objet de critiques, principalement pour son refus d'évoquer publiquement ses origines, et plus tard, sa maladie. En outre, son homosexualité lui attire, après sa mort, les foudres de certains conservateurs britanniques ainsi que d'islamistes zanzibaris.

### Révélation tardive de son infection par le VIH
Le refus de Freddie Mercury d'avertir le public qu'il était atteint du virus de l'immunodéficience humaine a parfois été critiqué, considérant qu'il aurait pu utiliser sa grande notoriété internationale pour collecter des fonds pour la recherche contre cette maladie. Son attitude fut interprétée comme pouvant laisser entendre à ses admirateurs que le sida est une maladie honteuse,.

### Origines ethniques
Une critique récurrente est celle concernant la décision de Freddie Mercury de cacher au public ses origines parsies. Un ami proche du chanteur a confié au journaliste David Bret : « Farrokh Bulsara est un nom qu'il a enterré. Il ne souhaitait parler d'aucune période de sa vie avant qu'il ne devienne Freddie Mercury et tout ce qui concernait Freddie Mercury était fabriqué par lui-même. » Roger Taylor, de son côté, a avancé que Freddie Mercury aurait rejeté ses origines parce qu'il les jugeait incompatibles avec son personnage public.
Cependant, alors que le Sunday Times dit de Freddie Mercury qu'il a « réussi à laisser passer la couronne de première pop star britannique d'origine pârsî », Time Asia cite Mercury comme étant l'une des personnalités d'origine indienne les plus influentes des soixante dernières années. L'article dit de Mercury qu'il a « fait en musique ce que d'autres Indiens, comme Salman Rushdie et Vikram Seth, ont fait en littérature : reprendre la forme artistique des colonisateurs et la représenter d'une manière plus riche et attirante que beaucoup d'anglophones ne l'auraient cru possible ».

### Controverses concernant l'image publique
À la fin des années 1970, Mercury s'est fait une réputation sulfureuse dans le milieu artistique londonien en organisant des fêtes orgiaques mêlant sexe et cocaïne, qu'il consomme en quantité. L'une des conséquences de cette consommation est l'annulation d'un projet de collaboration avec Michael Jackson, qui ne supporte pas la toxicomanie du leader de Queen.
Freddie Mercury et Queen sont ensuite largement critiqués, en 1984, pour avoir délibérément violé un embargo culturel des Nations unies en partant donner une série de neuf concerts en Afrique du Sud, pays pratiquant alors l'apartheid. Le groupe est placé sur une liste noire d'artistes établie par l'ONU et subit les foudres du New Musical Express.
En 1999, la Royal Mail sort un timbre à l'effigie de Freddie Mercury dans le cadre de sa série des Millenium stamps. Un journaliste du Daily Mail s'offusque alors, évoquant le « mode de vie dégénéré » de Mercury qui, selon lui, n'en fait pas un sujet convenable pour un timbre célébrant la fin prochaine du XXe siècle. La controverse enfle lorsqu'on note que Roger Taylor est visible en arrière-plan du timbre ; le privilège, pour une personne vivante, d'apparaître sur les timbres britanniques est alors réservé exclusivement aux membres de la famille royale, tradition à présent abandonnée. La Royal Mail fera savoir, afin de faire taire les critiques, qu'aussi bien la reine en personne que la famille de Freddie Mercury avaient approuvé le timbre en l'état.
En 2006, les célébrations posthumes qui devaient se dérouler à Zanzibar dans le cadre du soixantième anniversaire du chanteur font l'objet d'une polémique : l'homosexualité est hors-la-loi dans le pays depuis 2004 et une association musulmane menace de manifester en signe de protestation contre une star aux mœurs « choquantes pour l'écrasante majorité musulmane de l'archipel », invoquant le « devoir religieux de protéger la morale ». Des rumeurs ont en effet laissé penser que des touristes homosexuels se rendraient massivement sur l'île à cette occasion. Les organisateurs démentent les rumeurs mais annulent néanmoins les festivités, tout en notant que cette annulation les empêche de lever des fonds en faveur des malades du sida à Zanzibar comme il était initialement prévu.

## Postérité

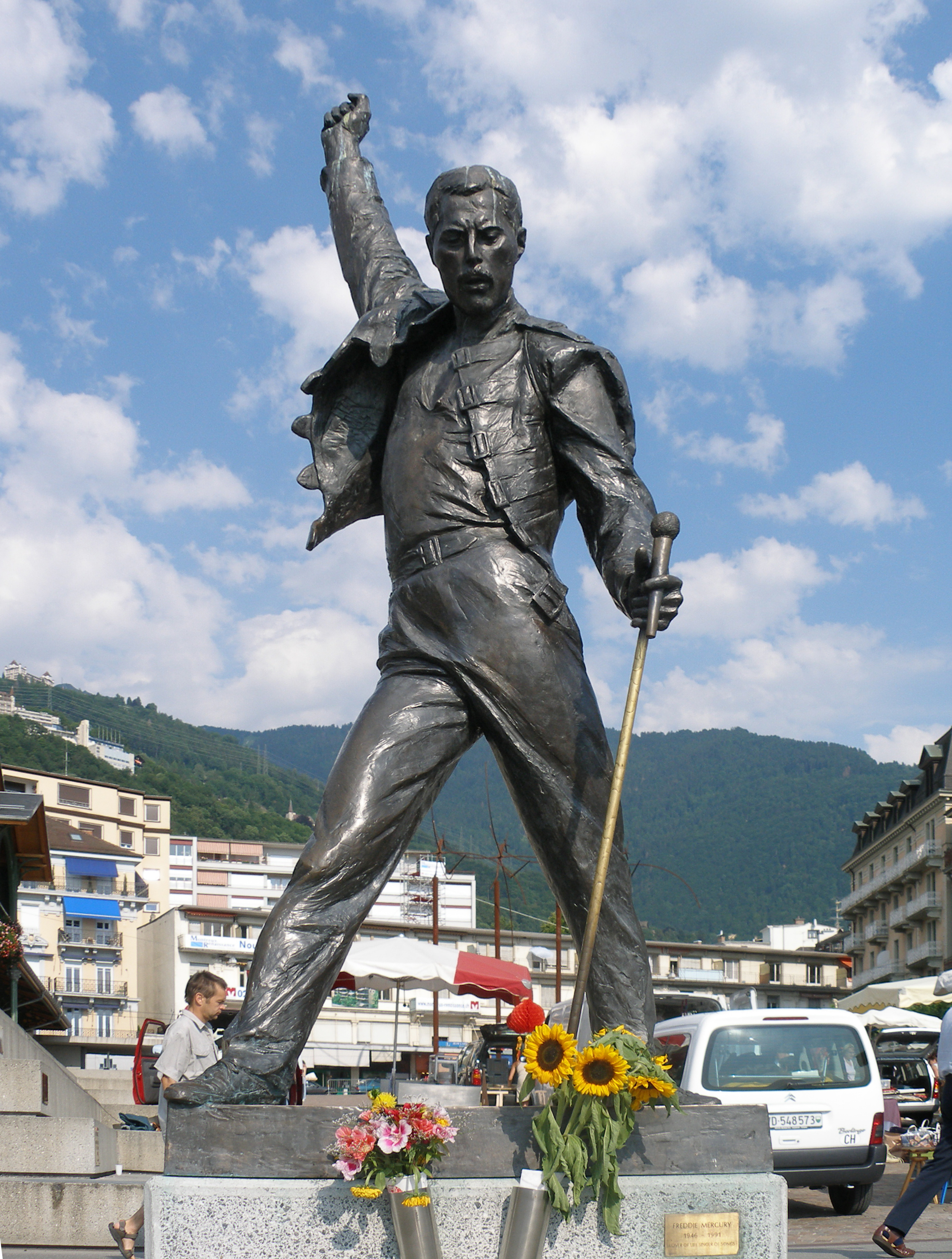
Statue de Freddie Mercury au bord du lac Léman à Montreux (Suisse), le représentant tel qu'il était vêtu en ouverture du concert de Wembley en 1986.

### Queen sans Freddie Mercury
Au cours de sa carrière, Freddie Mercury a donné environ sept cents concerts de par le monde avec Queen. Le groupe fut le premier à remplir les stades d'Amérique du Sud, battant des records mondiaux d'assistance en Argentine et au Brésil, plus particulièrement au Morumbi Stadium de São Paulo où leurs deux concerts ont attiré un public cumulé d'environ 250 000 personnes. En 1986, la tournée européenne de Queen les amène à Budapest devant quatre-vingt mille personnes, faisant de la formation l'un des premiers groupes d'Europe de l’Ouest à jouer de l'autre côté du rideau de fer. La toute dernière apparition sur scène de Mercury avec Queen a lieu le 9 août 1986 dans le parc de Knebworth et réunit une assistance estimée à 125 000 personnes.
Après la mort de Freddie Mercury, le groupe ne cesse pas d'exister officiellement, bien que Taylor et May se soient déjà lancés dans des carrières solo. Les membres restants de Queen fondent le Mercury Phoenix Trust et organisent le Freddie Mercury Tribute. Le 20 avril 1992, de très nombreux artistes sont réunis autour de May, Deacon et Taylor pour un concert de charité visant à collecter des fonds pour la recherche sur le sida. La prestation de George Michael avec Queen est si appréciée qu'en est tiré un petit album de cinq titres, Five Live,. Seuls deux morceaux de Queen y figurent : Somebody to Love et These Are the Days of Our Lives, en duo avec Lisa Stansfield.

### Hommages
Après avoir été récompensé pour « contribution exceptionnelle à la musique britannique » à titre posthume lors des Brit Awards en 1992, Freddie Mercury apparaît en 2002 dans l’émission 100 Greatest Britons, diffusée par la BBC (il y est classé cinquante-huitième). Le magazine américain Rolling Stone le classe dans la liste des « plus grands chanteurs de tous les temps ». En tant que membre de Queen, il est intronisé au Rock and Roll Hall of Fame en 2001, au Songwriters Hall of Fame en 2003 et par vote du public, au UK Music Hall of Fame en 2004.

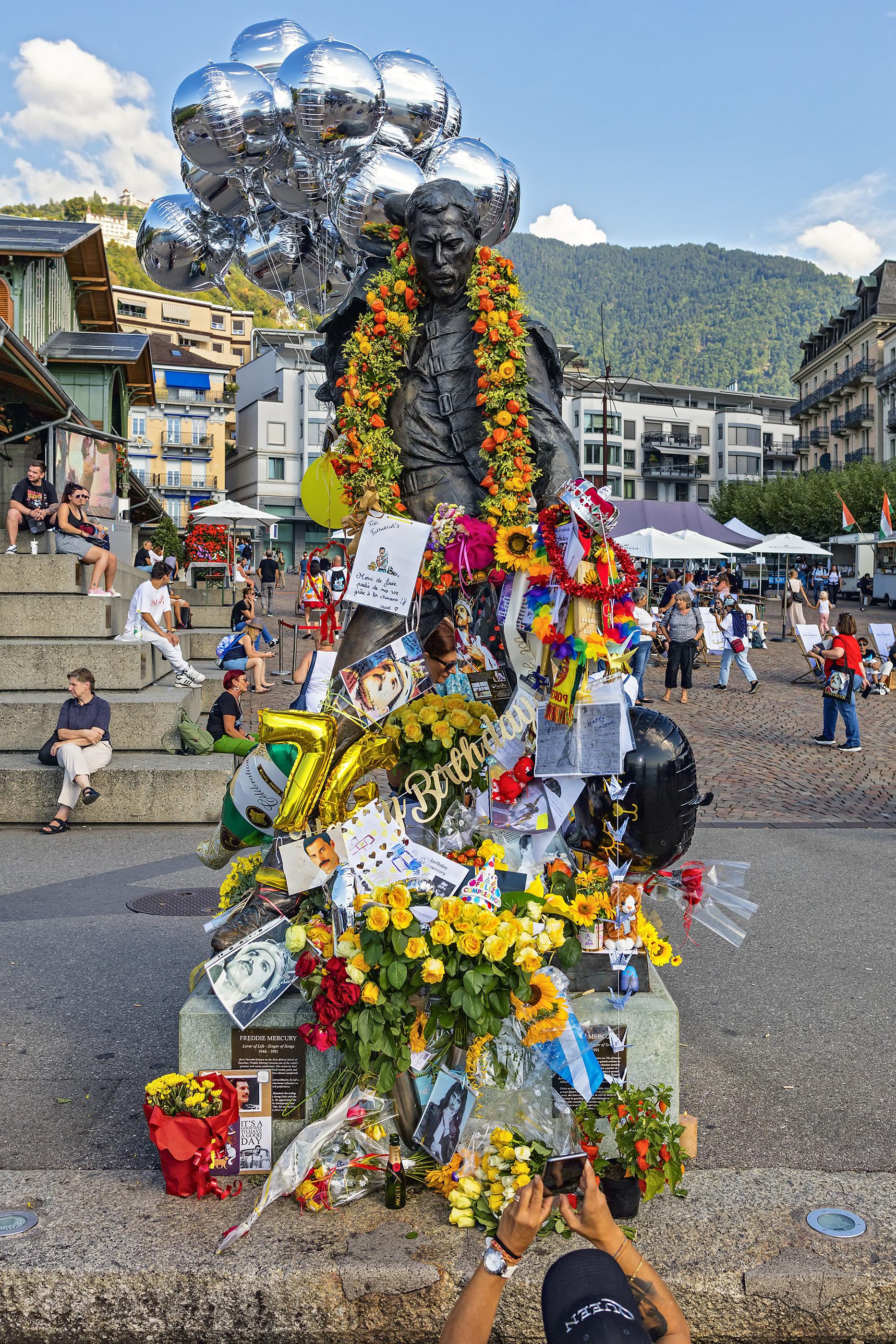
Célébration de l'anniversaire de Freddie Mercury à Montreux 2022

Le 21 novembre 1996, une statue à la mémoire de l'artiste, sculptée par Irena Sedlecká, est inaugurée à Montreux, en Suisse, face au lac Léman. L'œuvre, une commande passée par la famille et les amis de Mercury, ainsi que les membres restants de Queen, devait initialement trouver place à Londres. L'inauguration est présidée par Pierre Salvi, syndic de Montreux, et c'est la cantatrice et amie du chanteur, Montserrat Caballé, qui dévoile la sculpture. En février 2017, celle-ci subit un vandalisme mineur.
Dans un article du Guardian du 14 janvier 2005, John Harris dit de Freddie Mercury : « Ceux qui font des classements des plus grands frontmen du rock et accordent les premières places à Mick Jagger, Robert Plant et consorts font une terrible erreur. Freddie, comme le prouve sa performance dionysiaque au Live Aid, est facilement, de tous, celui qui se rapproche le plus d'un dieu ». En 2009, Freddie Mercury est élu « ultime dieu du rock » (« rock's ultimate god ») par l'institut de sondage britannique OnePoll sur une liste des 4 000 plus grandes figures du rock, devançant Elvis Presley de quelques voix.
Un autre hommage est rendu à Freddie Mercury lors de la cérémonie de clôture des Jeux olympiques de Londres de 2012, au cours de laquelle il apparaît sur un écran géant placé au milieu du stade olympique, en train de faire participer le public de Wembley lors du concert que Queen y donna en 1986. C'est ensuite Brian May, qui enchaîne sur le titre instrumental Brighton Rock, avant d'être rejoint par Roger Taylor pour We Will Rock You en compagnie de la chanteuse Jessie J.
Un sondage réalisé au Royaume-Uni en 2018 place Freddie Mercury en tête des artistes solo préférés des Britanniques tandis que Bohemian Rhapsody devient, la même année, la chanson du XXe siècle la plus écoutée sur les plateformes de streaming.
(17473) Freddiemercury, astéroïde de la ceinture principale, découvert à l'Observatoire de La Silla (Chili), est nommé de la sorte par l'UAI, en septembre 2016, pour célébrer le soixante-dixième anniversaire de la naissance de l'artiste.
Sont nommés « Freddy » et « Mercury » les deux ratons laveurs qui font une intrusion dans la villa gardée tant bien que mal par le carlin Mike, dans chaque épisode de la série animée en 3D française Mike, une vie de chien, diffusée à partir de 2019.
En 2019, dans la chanson Funana de son album Madame X, Madonna écrit l’admiration qu’elle lui voue.
Lors de sa tournée mondiale The Celebration tour, en 2023 et 2024, Madonna, toujours, lui rend un poignant hommage, chantant devant un portrait photographique géant de lui Live to Tell. Elle avait participé comme lui au concert Live Aid du 13 juillet 1985, ils se connaissaient depuis des années.
Dix-neuf ans plus tard, la « Reine de la pop » lui rend ainsi hommage comme à d'autres proches, collaborateurs ou artistes morts du sida.

### Film sur sa vie
Après avoir envisagé de faire tenir le rôle à Sacha Baron Cohen puis à Ben Whishaw, Bryan Singer choisit Rami Malek pour interpréter Freddie Mercury dans son film biographique Bohemian Rhapsody en 2018,. Projet de longue date, le film revient sur le parcours de Queen et de son leader, de la formation du groupe à son apparition au concert Live Aid en 1985. Bohemian Rhapsody connaît des critiques de presse mitigées mais de très bons avis des spectateurs,. Le long métrage devient le film biographique musical le plus rentable de tous les temps. De son côté, Rami Malek remporte l'Oscar du meilleur acteur en 2019 pour son interprétation de Freddie Mercury.

## Discographie

### Albums solo
- 1985 : Mr. Bad Guy
- 1988 : Barcelona (avec Montserrat Caballé)
- 1992 : The Freddie Mercury Album (titre de l'album aux États-Unis, The Great Pretender, sorti la même année)
- 2000 : The Solo Collection (10 CD et 2 DVD)
- 2006 : Lover of Life, Singer of Songs - The Very Best of

## Vidéographie
- 2006 : Lover of Life / Singer of Songs (2 DVD)
- 2006 : Live at Wembley Stadium (2 DVD ; avec Queen)
- 2006 : On Fire at the Bowl (2 DVD ; avec Queen)
- 2007 : Rock Montreal (1 DVD ; avec Queen)
- Live Aid (coffret DVD avec Rock Montréal ; avec Queen)